# Anthony Hamilton (Snookerspieler)
Anthony Hamilton (* 29. Juni 1971 in Nottingham) ist ein englischer Snookerspieler. Von 1991 bis 2025 war er 34 Jahre lang auf der Profitour aktiv und gehörte um 2000 zu den Top 10 der Welt. Sein größter Erfolg war der Sieg beim German Masters 2017, drei weitere Titel konnte er in seiner Karriere gewinnen.

## Karriere
Hamilton begann seine Profilaufbahn 1991. 1995 gewann er die Australian Open und das Australian Masters, beides keine Ranglistenturniere. Sein erster Finaleinzug auf der Main Tour gelang ihm 1999 bei den British Open in Plymouth, wo er Fergal O’Brien unterlag. 2002 erreichte er nach Siegen über Mark King, Quinten Hann, Ken Doherty und Mark Selby das Finale der China Open in Shanghai, das er gegen die damalige Nummer 1, Mark Williams, verlor. Im selben Jahr erreichte er bei der Snookerweltmeisterschaft das Viertelfinale, wo er auf Peter Ebdon traf, der in diesem Jahr die Weltmeisterschaft errang. 2006 stand Hamilton im Halbfinale der Welsh Open, das er mit 5:6 gegen den späteren Turniersieger Stephen Lee verlor. 2010 zog er beim Paul Hunter Classic, einem Minor-Ranglistenturnier, in ein weiteres Finale ein, diesmal unterlag er nur knapp Judd Trump. Nach der Saison 2015/16 war er erstmals auf Platz 71 der Weltrangliste zurückgefallen und verpasste damit die direkte Verlängerung seiner Main-Tour-Zugehörigkeit. In den PTC-Turnieren in diesem Jahr hatte er jedoch so gut abgeschnitten, dass er über die „Order of Merit“ für zwei weitere Jahre als Profi qualifiziert war. Bei den Northern Ireland Open 2016 erreichte er das Halbfinale, wo er gegen Barry Hawkins mit 5:6 ausschied.
In der Saison 2016/17 errang er bei den German Masters 2017 seinen ersten Turniersieg in einem Ranglistenturnier. Im Finale schlug er Allister Carter mit 9:6.
Anthony Hamilton ist für seine hohen Breaks bekannt. Er ist der 16. Spieler, der mehr als 100 Century-Breaks erzielte. In der Snookerszene trägt Hamilton wegen seines charakteristischen Kinn- und Oberlippenbarts die Spitznamen Sheriff of Pottingham und Robin Hood of Snooker – beides auch Anspielungen auf seine Heimatstadt Nottingham. Ein weiterer Spitzname ist Swampy.

## Trivia
Bis zu seinem Gewinn des German Masters 2017, nach 26 Profijahren, hatte Hamilton den Ruf, der beste Snookerspieler zu sein, der noch nie ein Ranglistenturnier gewonnen hat.